# Diecezja Zárate-Campana
Diecezja Zárate-Campana (łac. Dioecesis Zaratensis-Campanensis) – diecezja Kościoła rzymskokatolickiego w Argentynie, sufragania archidiecezji Mercedes-Luján.

## Historia
27 marca 1976 roku papież Paweł VI bullą Qui Divino Consilio erygował diecezję Zárate-Campana. Dotychczas wierni z tym terenów należeli do diecezji San Isidro i San Nicolás de los Arroyos.

## Ordynariusze
- Alfredo Mario Espósito Castro, CMF (1976 - 1991)
- Rafael Eleuterio Rey (1991 - 2006)
- Oscar Sarlinga (2006 - 2015)
- Pedro María Laxague (od 2015)